# Juan Asen Zaccaria
Juan Asen Zaccaria (en italiano: Giovanni Asano Zaccaria, fallecido en 1469), fue uno de los cabecillas de la revuelta en el Despotado de Morea, organizado por Manuel Cantacuceno en 1453 y 1454. Se proclamó príncipe de Acaya durante la revuelta.

## Biografía
Juan Asen Zaccaria era el hijo de Centurión II Zaccaria, príncipe de Acaya. Desde 1446 estuvo recluido en la fortaleza de Clemutsi en el Despotado de Morea. En 1453, logró abandonar la fortaleza y, aprovechando una revuelta generalizada contra los déspotas de Tomás y Demetrio Paleólogo, capturó el castillo de Aetós. Después de eso, se proclamó príncipe de Acaya.
Sin embargo, en 1454, se enfrentó a las fuerzas combinadas de los déspotas de Morea y el ejército turco de Turahan Bey. Zaccaria se vio obligado a abandonar el castillo y huir. Logró llegar a la fortaleza veneciana de Modona, en Morea. De allí se dirigió a Italia. Según los informes, estuvo en Génova en 1459, y hasta su muerte en 1469 vivió en Roma desde 1464.